# حرب النجوم: حرب المستنسخين (مسلسل تلفزيوني 2008)
حرب النجوم: حرب المستنسخين (بالإنجليزية: Star Wars: The Clone Wars)‏ هو مسلسل رسوم متحركة أمريكي من تأليف جورج لوكاس. شارك في المسلسل توم كين، مات لانتر، جيمس آرنولد تايلور، اشلي اكشتاين ودي برادلي بيكر. صدر الموسم الأول من المسلسل على قناة كرتون نتورك في 3 أكتوبر 2008.

## روابط خارجية
حرب النجوم: حرب المستنسخين على موقع IMDb (الإنجليزية)
- حرب النجوم: حرب المستنسخين على موقع ميتاكريتيك (الإنجليزية)
- حرب النجوم: حرب المستنسخين على موقع روتن توميتوز (الإنجليزية)
- حرب النجوم: حرب المستنسخين على موقع نتفليكس (الإنجليزية)
- حرب النجوم: حرب المستنسخين على موقع أول موفي (الإنجليزية)
- حرب النجوم: حرب المستنسخين على موقع فيلمافينيتي (الإسبانية)
- حرب النجوم: حرب المستنسخين على موقع كينوبويسك (الروسية)
- حرب النجوم: حرب المستنسخين على موقع ألو سيني (الفرنسية)
- حرب النجوم: حرب المستنسخين على موقع قاعدة بيانات الفيلم (الإنجليزية)